# コウガイケカビ科
コウガイケカビ科(Choanephoraceae)は、ケカビ目に含まれるカビの群の一つ。植物に加害する種を含む。

## 概要
コウガイケカビ科は、ケカビ目の中では比較的古くから認められ、当初は分生子を形成するケカビ類という扱いであったこともあるが、次第にコウガイケカビとそれに類するもののみを含むものとなった。
それらは胞子嚢壁が丈夫で二つに割れる事、胞子嚢胞子に筋があって端に毛状の付属物があることなど、多くの特徴を共有する。

## 特徴
科に共通する特徴を挙げる。
- すべてよく発達した菌糸からなる菌糸体を形成する。菌糸は隔壁をほとんど持たない多核体で、無色で成長は速い。
- 無性生殖は大型の胞子嚢、あるいは小胞子嚢、単胞子性の小胞子嚢を形成する。大きい胞子嚢と小胞子嚢などとは別の柄に生じる。
- 大きい胞子嚢は多くの胞子を含み、柱軸があり、アポフィシスはない。胞子嚢の壁は有色、丈夫で崩壊する事がなく、胞子を放出する際には縦方向に真っ二つに割れる。これは、あらかじめ割れやすくなった部分が存在するためである。胞子嚢の柄は、往々にして多少とも蕨巻きに巻く。
- 小胞子嚢は柄の先端から生じる複数の頂嚢の表面に作られる。
- 胞子嚢胞子は多くは有色で、往々にして縦筋の模様をその表面に持ち、両端には針状の付属物を房のようにつける。これは小胞子嚢の胞子が分離するものでも同様である。
- 接合胞子嚢は、釘抜き型[2]。有色で、表面は平滑（これについては、ジルベルテラを例外とする）。

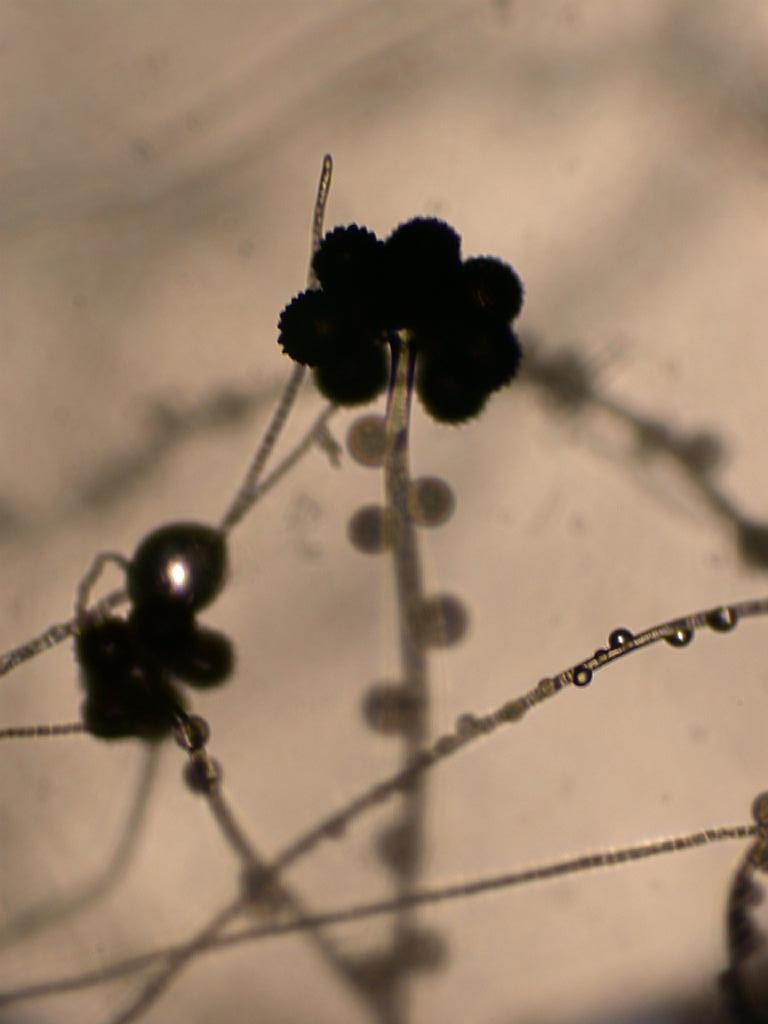
小胞子嚢（コウガイケカビ）
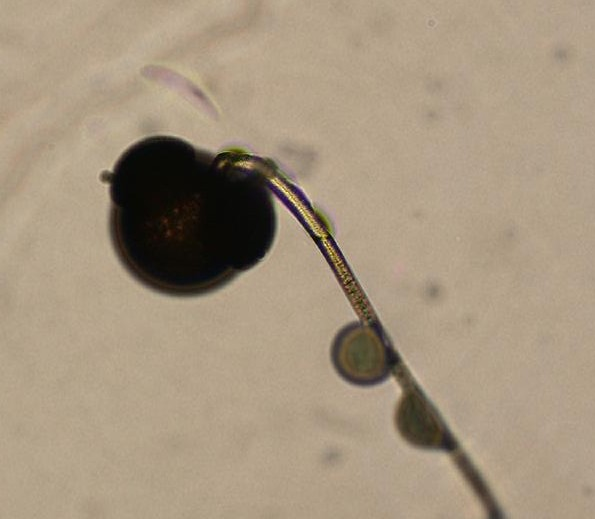
大きい胞子嚢（コウガイケカビ）

## 所属する属
古くは広く小胞子嚢、あるいはいわゆる分生子を形成するケカビ類をこれに含ませる考えもあったが、次第にコウガイケカビとそれにごく似たものだけを含ませるようになった。その範囲では、以下の三属がこの科に属する。
- Choanephora コウガイケカビ属：条件によって大きい胞子嚢と単胞子性の小胞子嚢をつける。
- Blakesulea ブラケスレア：大きい胞子嚢と小胞子嚢を生じる。
- Poitrasia：大きい胞子嚢だけをつける。

さらに、次の属は最初にこの科に属させたものの、その後独立科とする扱いが定着した後、最近になって再びこの科に含められるようになった。
- Gilbertella　ジルベルテラ：大きい胞子嚢のみをつける。接合胞子嚢はケカビと同じ型。

上の3属は互いに共通する特徴が多く、特に大胞子嚢と接合胞子嚢については、属のレベルで区別できる特徴はない。現にブラケスレアはコウガイケカビ属とされた事もあるし、Poitrasia は、当初はブラケスレア属として記載され、後にコウガイケカビ属とされた事もある。ジルベルテラは接合胞子嚢について大きく異なるが、大きい胞子嚢については、やはり形態的には区別できない。

## 生育環境
土壌や植物遺体に生じるものが多く、コウガイケカビやジルベルテラは生きた植物の花や果実に生じる。
どの種も通常の培地で培養可能で、菌糸体をよく発達させるが、ジルベルテラ以外では、胞子形成が貧弱になりがちである。

## 人間との関係
コウガイケカビとジルベルテラは果物などに加害して腐らせる事があり、貯蔵中の腐敗をもたらす例も知られる。
また、ブラケスレアはモデル生物として利用される例もある。

## 研究史
この属はFitzpatrickが1939年に立てたもので、その時、彼はこの科にコウガイケカビ属とブラケスレア属の他に、クスダマカビ属を含めた。これは、頂嚢表面に小胞子嚢ないし分生子を密生するカビをまとめた、という扱いである。この見方を継ぐものとして、たとえばZycha et al.(1969)は、この科にこの3属の他、Rhopalomyces、ラジオミセス属、ガマノホカビ属、サムノケファリス Thamnocephalis、Sigmoideomycesを含めている。
これに対して1939年のNumovによるケカビ目のまとめの中で、彼はこの科にコウガイケカビ属とブラケスレア属のみを置いた。これはコウガイケカビと多くの共通の性質を持つもののみを残した判断であり、Hesseltineが1955年にこれを支持する旨を表明して後、多くの研究者がこれを認めるに至った。
ジルベルテラは1960年に記載され、その無性生殖がコウガイケカビの大胞子嚢とほぼ同じである事でコウガイケカビ科に含められたが、その接合胞子がケカビ型である事がわかるとこの科からケカビ科に移す説が浮上し、1991年に独立の科とする説が出た後はその扱いがほぼ定着した。
ところが、20世紀末よりの分子系統による分類の見直しによると、ケカビ目内の科の分類は多くの問題をはらんでいて、解決の見通しが立っていない。その中で、珍しくコウガイケカビ科は単系統であるらしい事が示唆されているのは興味深い。しかも、有性生殖の形が違う事を重視して分けられたジルベルテラがきわめてこれらに近縁であるとの結果も出ている。上記の扱いはこれを反映させたものである。しかしながら、そもそもこの属を独立科としたのが分類群の多系統性を出来るだけ排除するための措置、という面があったから、このような結果に該当分野の研究者が当惑しているらしい様子もうかがえる。とりあえず、ケカビ目の他の科がこれからどうなるかは不透明ながら、この科については維持されそうである。